# Grb Svete Lucije
Grb Svete Lucije prihvaćen je 1967. godine, a kao grb neovisne države služi od 1979. Kao i kod ostalih karipskih država koje su bile kolonije Velike Britanije, grb ima šljem na kojem je nacionalni simbol, te štit kojem je sa svake strane po jedna životinja. U ovom je slučaju nacionalni simbol ruka s bakljom, a životinje su dvije papige Amazona versicolor. Štit je podijeljen na četiri dijela, u kojima su dvije Tudorske ruže, simbol Engleske, te dva cvijeta ljiljana, simbol Francuske. U sredini štita je stolica bez naslona, koja simbolizira Afriku.
Pod štitom je geslo Svete Lucije, "The Land, the People, the Light" ("Zemlja, ljudi, svjetlost").